# (4093) Bennett
(4093) Bennett ist ein Asteroid des äußeren Hauptgürtels, der am 4. November 1986 vom britisch-australischen Astronomen Robert H. McNaught am Siding-Spring-Observatorium in Australien bei einer Helligkeit von 17 mag entdeckt wurde. Nachträglich konnte der Asteroid auf Aufnahmen nachgewiesen werden, die bereits am 26. Juni 1979 ebenfalls am Siding-Spring-Observatorium und auch in den Jahren 1981, 1985 und 1986 dort und an anderen Observatorien gemacht worden waren, die letzten davon nur knapp 14 Stunden vor McNaughts Beobachtung.
Der Asteroid wurde nach dem südafrikanischen Amateurastronomen John Caister Bennett benannt. Sein Interesse an Kometen wurde geweckt durch die Erzählungen seiner Mutter, die den Halleyschen Kometen 1910 gesehen hatte. Seine Hingabe an die Suche nach Kometen führte zu einem hervorragenden Katalog kometenähnlicher Objekte des Südhimmels und er entdeckte selbst zwei Kometen, nämlich C/1969 Y1 (Bennett) und C/1974 V2 (Bennett). Bei seiner routinemäßigen Suche nach Kometen entdeckte er auch als erster Amateurastronom eine Supernova, SN 1968L in der Galaxie M83. Seine Interessen reichten von der Beteiligung am Programm Moonwatch bis hin zur Besetzung zahlreicher Ämter innerhalb der Astronomical Society of Southern Africa (ASSA), einschließlich deren Präsidentschaft. Die Beobachtung des Kometen C/1969 Y1 (Bennett) stellte eine der ersten und beeindruckendsten astronomischen Beobachtungen für Robert H. McNaught dar.
Aufgrund der Bahneigenschaften wird (4093) Bennett zur Eos-Familie gezählt.

## Wissenschaftliche Auswertung
Aus Ergebnissen der IRAS Minor Planet Survey (IMPS) wurden 1992 erstmals Angaben zu Durchmesser und Albedo für zahlreiche Asteroiden abgeleitet, darunter auch (4093) Bennett, für den damals Werte von 22,6 km bzw. 0,06 erhalten wurden. Eine Auswertung von Beobachtungen durch das Projekt NEOWISE im nahen Infrarot führte 2011 zu vorläufigen Werten für den Durchmesser und die Albedo im sichtbaren Bereich von 24,5 km bzw. 0,03. Die Werte wurden nach neuen Messungen mit NEOWISE 2014 auf 24,8 km bzw. 0,04 korrigiert. Nach der Reaktivierung von NEOWISE im Jahr 2013 und Registrierung neuer Daten wurden die Werte 2016 angegeben mit 25,6 km bzw. 0,03, diese Angaben beinhalten aber hohe Unsicherheiten.